# Niviventer andersoni
Niviventer andersoni  (Thomas, 1911) è un roditore della famiglia dei Muridi, endemico della Cina.

## Descrizione

### Dimensioni
Roditore di medie dimensioni, con lunghezza della testa e del corpo tra 150 e 198 mm, la lunghezza della coda tra 194 e 269 mm, la lunghezza del piede tra 31 e 40 mm e la lunghezza delle orecchie tra 22 e 28 mm.

### Aspetto
La pelliccia è lunga e soffice, il colore delle parti superiori è bruno-grigiastro scuro, cosparso di lunghi peli neri lungo la schiena, i fianchi e le guance sono bruno-giallastri mentre le parti ventrali sono bianche. Un'area nerastra si estende dalla base delle vibrisse fino agli occhi ed alla base delle orecchie. I piedi sono lunghi e sottili. Il dorso delle zampe è marrone scuro, mentre i lati dei piedi e le dita sono bianchi. La coda è più lunga della testa e del corpo, è marrone scuro sopra, bianco-brunastro sotto e all'estremità dove è presente un ciuffo di lunghi peli. Le femmine hanno un paio di mammelle pettorali, un paio post-ascellari e due paia inguinali.

## Biologia

### Comportamento
È una specie terricola.

## Distribuzione e habitat
Questa specie è diffusa nelle province cinesi dello Yunnan, Sichuan, Shaanxi, Hubei e possibilmente anche nel Guizhou settentrionale.
Vive nelle foreste montane tra i 2.000 e 3.000 metri di altitudine.

## Tassonomia
Sono state riconosciute tre sottospecie:
- N.a.andersoni: province cinesi dello Yunnan nord-occidentale, Sichuan, Shaanxi meridionale, Hubei;
- N.a.ailaoshanensis (Li & Yang, 2009): Monti Ailaoshan, Yunnan centrale;
- N.a.pianmaensis (Li & Yang, 2009): Yunnan occidentale.

## Conservazione
La IUCN Red List, considerato il vasto areale e la popolazione numerosa, classifica M.andersoni come specie a rischio minimo (Least Concern).